# Dactylium tenuissimum
Dactylium tenuissimum är en svampart som beskrevs av Berk. 1846. Dactylium tenuissimum ingår i släktet Dactylium och familjen vaxskålar.   Inga underarter finns listade i Catalogue of Life.